# Maussane-les-Alpilles
Maussane-les-Alpilles is een gemeente in het Franse departement Bouches-du-Rhône in de regio Provence-Alpes-Côte d'Azur. De plaats maakt deel uit van het arrondissement Arles. Maussane-les-Alpilles telde op 1 januari 2022 2.396 inwoners.

## Geografie
De oppervlakte van Maussane-les-Alpilles bedroeg op 1 januari 2022 31,6 vierkante kilometer; de bevolkingsdichtheid was toen 75,8 inwoners per km².
De onderstaande kaart toont de ligging van Maussane-les-Alpilles met de belangrijkste infrastructuur en aangrenzende gemeenten.

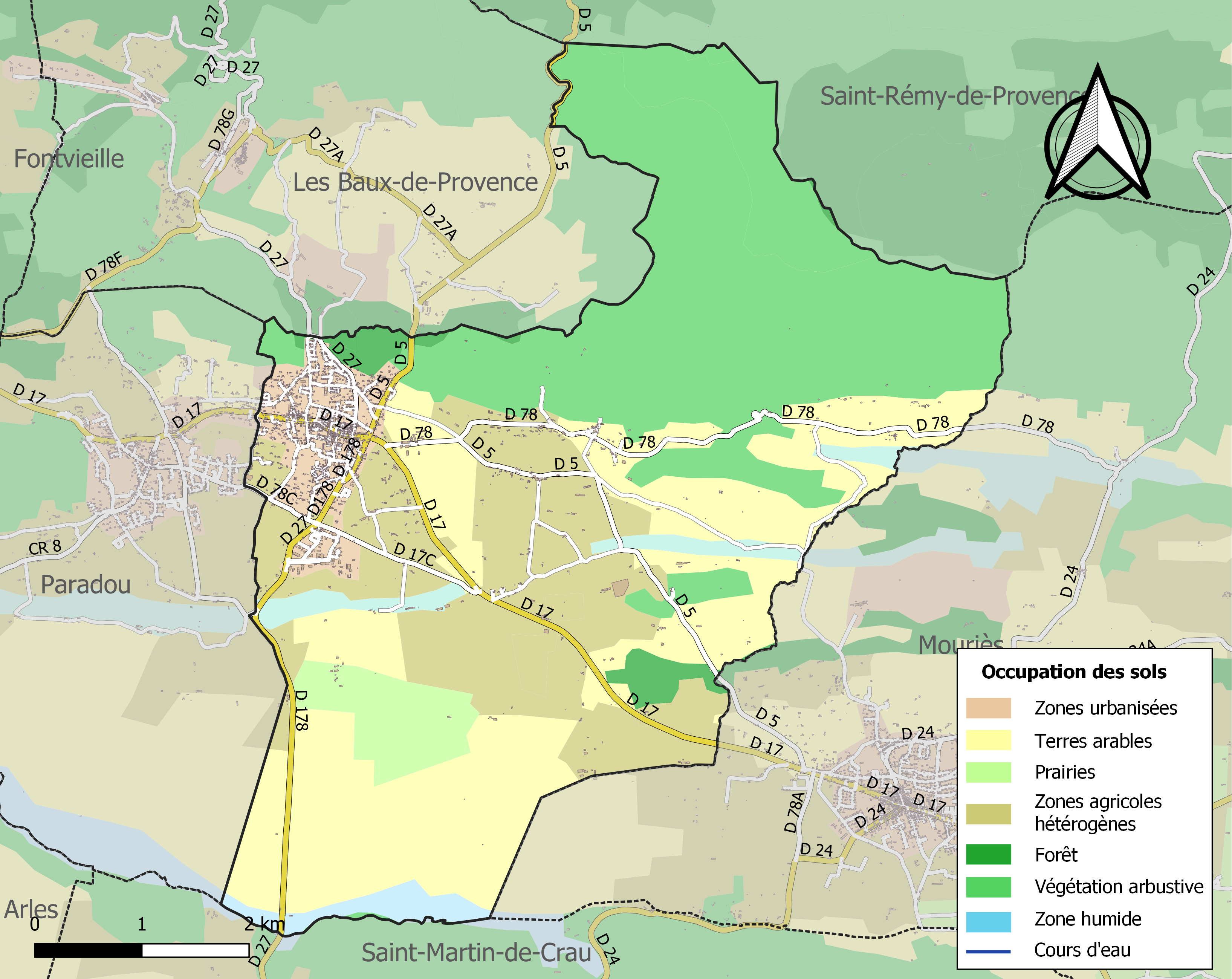

## Demografie
Onderstaande figuur toont het verloop van het inwonertal.
Vanwege een beveiligingsprobleem met de MediaWiki Graph-software is het momenteel niet mogelijk deze grafiek weer te geven. Zodra de software is bijgewerkt zal de grafiek vanzelf weer zichtbaar worden.